# Moliwda
Moliwda – książka Andrzeja Żuławskiego, wydana w 1994 roku.
Moliwdę Andrzej Żuławski pisał w Nowym Jorku w 1979 roku, wydał znacznie później. Tekst łączy cechy eseju i opowieści autobiograficznej. Jako esej Moliwda zajmuje się wiekiem XVIII, schyłkiem kultury oświecenia. Tytułowy bohater to Antoni Kossakowski - publikujący w Zabawach Przyjemnych i Pożytecznych poeta, intelektualista i awanturnik, zwany przez współczesnych "Moliwdą". Drugi, powiązany z nim wówczas, bohater tekstu to Jakub Frank, żydowski reformator religijny. Plastyczna, niemal filmowa narracja Moliwdy rysuje barwny obraz stulecia jako czasu przełomu kulturowego, rozchwiania wartości i doświadczeń skrajnych (co każe myśleć o wcześniejszym filmie artysty Diabeł lub o wcześniejszym jego opowiadaniu Casanova, przedrukowanym w 1994 w tomie Piekielnicy).
Jako opowieść osobista Moliwda stanowi autoportret artysty, ukazanego także jako gorzki świadek współczesności. Żuławski rysuje analogię między tamtym schyłkiem XVIII a obecnym kresem XX stulecia.
Moliwda - tekst równocześnie wyrafinowany stylistycznie i kolokwialny, budowany techniką mnożenia epicko zarysowanych obrazów - jest też szczegółowym wykładem poglądów Jakuba Franka, zawiera refleksje na temat gnozy i wysnutych z niej poglądów.